# Joaquim de Vasconcelos
Joaquim António da Fonseca Vasconcelos fue un musicólogo e historiador del arte portugués nacido en Oporto en 1849 y fallecido en 1936. Casado con Carolina Michaelis de Vasconcelos en 1876, fue un pionero de la historia del arte en Portugal.

## Obra
- Os musicos portuguezes, 1870
- Ensaio critico sobre o catalogo d'El Rey D. João IV, 1873
- Luiza Todi : estudo critico, 1873
- O consummado germanista e o mercado das letras portuguezas, 1873
- O fausto de Castilho julgado pelo elogio-mútuo, 1873
- Eurico, 1874
- Conde de Raczynski (Athanasivs): esbozo biográfico, 1875
- Albrecht Dürer e a sua influencia na peninsula, 1877
- A reforma de Bellas-Artes, 1877
- Cartas curiosas escritas de Roma e de Viena, 1878
- A reforma do ensino de Belas-Artes, 1879
- Francisco de Hollanda : Da fabrica que fallece á cidade de Lisboa, 1879
- Goësiana: o retrato de Albrecht Dürer, 1879
- Goësiana: bibliographia, 1879
- Goësiana: as variantes das chronicas, 1881
- Cartas, 1881
- Arte religiosa em Portugal, 1914
- Elementos para a historia da ourivesaria portuguesa e artes dos metaes en geral, 1904
- Elencho de quatro conferencias sobre Historia da Arte Nacional : estilo romanico archaico: o romanico dos séculos XI e XII, 1908
- A ourivesaria portuguesa séc. XIV-XVI: ensaio histórico
- O retrato de Damião de Góis por Alberto Dürer
- Camões em Alemanha: ensayo crítico en memoria del tercer centenario, 1880
- A pintura portugueza nos seculos XV e XVI, 1881
- Historia da arte em Portugal, 1883